# Świekatowo (gmina)
Świekatowo – gmina wiejska w województwie kujawsko-pomorskim, w powiecie świeckim.
Siedziba gminy to Świekatowo.
Według danych z 31 grudnia 2018 gminę zamieszkiwało 3599 osób.

## Struktura powierzchni
Według danych z roku 2005 gmina Świekatowo ma obszar 64,74 km², w tym:
- użytki rolne: 80%
- użytki leśne: 7%

Gmina stanowi 4,4% powierzchni powiatu.

## Demografia

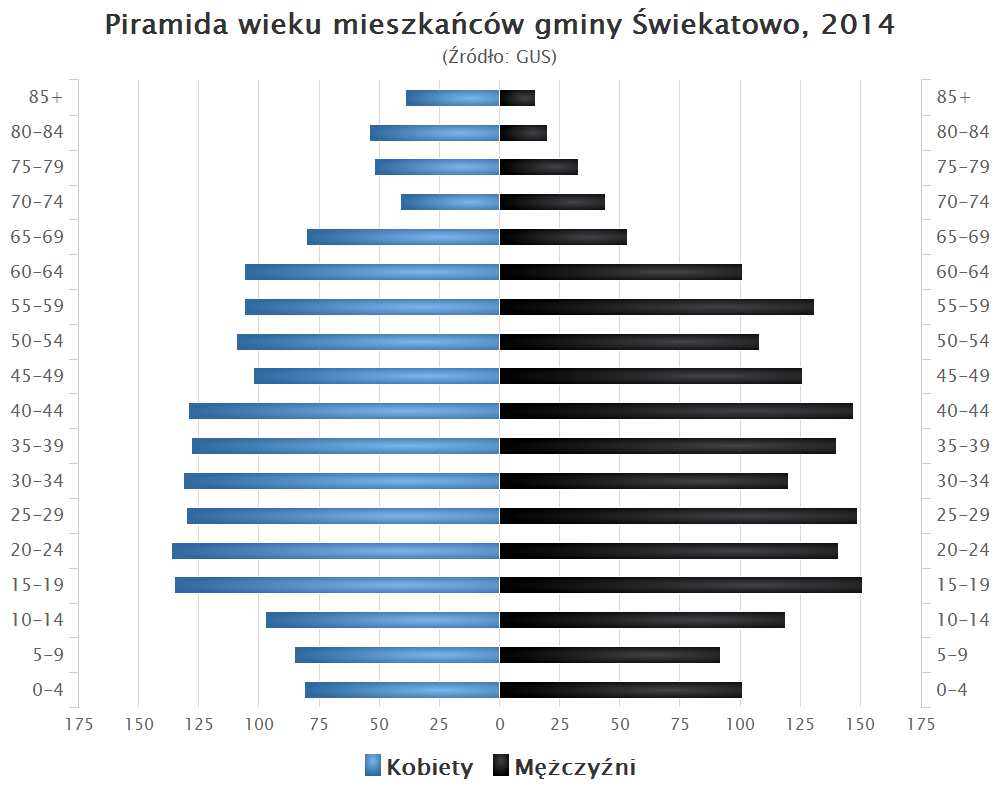
Piramida wieku mieszkańców gminy Świekatowo w 2014 roku

Dane z 31 grudnia 2018.
| Opis                              | Ogółem | Ogółem | Kobiety | Kobiety | Mężczyźni | Mężczyźni |
| --------------------------------- | ------ | ------ | ------- | ------- | --------- | --------- |
| jednostka                         | osób   | %      | osób    | %       | osób      | %         |
| populacja                         | 3599   | 100    | 1789    | 49,7    | 1810      | 50,3      |
| gęstość zaludnienia (mieszk./km²) | 55,5   | 55,5   | 27,5    | 27,5    | 27,9      | 27,9      |

## Zabytki w gminie Świekatowo wpisane dorejestru zabytków
Lipienica
- park dworski z połowy XIX wieku, nr rej.: 200/A z 15.12.1986r.

Lipienica-Żuławy
- park dworski z XVII-XIX wieku, nr rej.: A/201/1 z 10.03.1987r.

Stążki
- zespół dworski, 4 ćw. XIX wieku, nr rej.: A/203/1-8 z 16.03.1987r., w tym:
- dwór
- rządcówka z końca XIX wieku
- stajnia, ob. magazyn, z końca XIX wieku
- obora i cielętnik, ob. chlewnia, z końca XIX wieku
- magazyn, z końca XIX wieku
- dom kołodzieja (ruina), z końca XIX wieku
- park z końca XIX wieku

Szewno
- zespół dworski, pocz. XX, nr rej.: A/202/1-7 z 16.03.1987r., w tym:
- dwór (dec. pałac), 1907 r.
- park
- młyn
- gorzelnia, 1903 r.
- obory
- stodoły
- chlew

Świekatowo
- kościół par. pw. św. Marcina Biskupa, ul. Bohaterów Września 10, 1909 r., 1948 r., nr rej.: A/40/1-4 z 1.10.2001r.
- plebania z końca XIX, nr rej.: j.w.
- cmentarz przykościelny, nr rej.: j.w.
- ogrodzenie, murowano-drewniany., początek XX wieku, nr rej.: j.w.

Zalesie Królewskie
- dom nr 73, drewniany, 2 połowa XIX wieku, nr rej.: A/1342 z 17.12.2007r.

## Cmentarze
Czynne
- cmentarz parafialny rzymskokatolicki w Świekatowie

Nieczynne
Na terenie gminy znajduje się 10 cmentarzy ewangelickich, nieczynnych od 1945 r.
- cmentarz ewangelicki w Świekatowie,
- cmentarz ewangelicki w Zalesiu Królewskim, założony w 2 połowie XIX w., o powierzchni 0,17 ha,
- dwa cmentarze ewangelickie w miejscowości Lubania-Lipiny, pierwszy z początku XX w., na planie zbliżonym do trójkąta o pow. 0,48 ha, drugi z I połowy XX w., o pow. 0,06 ha,
- cmentarz ewangelicki w Małym Łąkiem założony ok. 1920 r. o pow. 0,21 ha,
- dwa cmentarze ewangelickie Jania Góra – Rudzianek z XX w., o pow. 0,06 ha i końca XX w., o pow. 0,5 ha,
- cmentarz ewangelicki w Janiej Górze z początku XX w., o pow. 0,12 ha,
- dwa cmentarze ewangelickie w Tuszynkach, założone w I połowie XX w., o pow. 0,06 ha i 0,15 ha,
- cmentarz ewangelicki w Tuszynach, założony na początku XX w., o pow. 0,14 ha,
- cmentarz ewangelicki w Świekatówku, założony na początku XX w., o pow. 0,08 ha,

Orientacyjna lokalizacja nieczynnych cmentarzy na mapie google: 

## Pomniki przyrody
Na terenie gminy znajduje się 7 pomników przyrody ożywionej i 2 nieożywionej.

## Jeziora[4]
Gmina Świekatowo należy do obszarów o stosunkowo dużym, jak na warunki tej części województwa, wskaźniku jeziorności. Wynosi on około 4,2% powierzchni ogólnej gminy. Na terenie gminy znajduje się 9 jezior, w tym 8 posiada nazwy. Największe jeziora to Branickie I, które leży częściowo na terenie gminy oraz Zaleskie. Najgłębszym jeziorem gminy jest Piaseczno.
| nazwa                       | powierzchnia (ha) | objętość (tys. m³) | głębokość max. (m) |
| --------------------------- | ----------------- | ------------------ | ------------------ |
| Zaleskie                    | 65,0              | 1068,9             | 3,1                |
| Szewińskie                  | 13,5              | 369,5              | 5,2                |
| Branickie I                 | 70,0              | 3419,0             | 8,4                |
| Świekatowskie               | 51,0              | 2843,5             | 11,5               |
| nie nazwane (w Świekatowie) | 1,9               | b.d.               | b.d.               |
| Rudzianek                   | 3,6               | b.d.               | b.d.               |
| Małe Łąkie                  | 2,2               | b.d.               | b.d.               |
| Duże Łąkie (Łąskie)         | 18,5              | b.d.               | b.d.               |
| Piaseczno                   | 28,5              | 3354,3             | 16,2               |

## Komunikacja
W Świekatowie znajduje się czynny dworzec kolejowy Świekatowo, położony na linii kolejowej nr 201. Przed zawieszeniem przewozów pasażerskich na linii kolejowej nr 240 Świekatowo posiadało jeszcze przystanek Świekatowo Wschodnie.

## Sołectwa
Jania Góra, Lipienica, Lubania-Lipiny, Małe Łąkie, Stążki, Szewno, Świekatowo, Tuszyny, Zalesie Królewskie.

## Sąsiednie gminy
Bukowiec, Cekcyn, Koronowo, Lniano, Lubiewo, Pruszcz